# Dioscorea gracilis
Dioscorea gracilis är en enhjärtbladig växtart som beskrevs av William Jackson Hooker och Eduard Friedrich Poeppig. Dioscorea gracilis ingår i släktet Dioscorea och familjen Dioscoreaceae. Inga underarter finns listade i Catalogue of Life.